# ماساتو إيشيد
ماساتو إيشيدَ (باليابانية: 石田 雅人) (17 أبريل 1983 في نارا في اليابان – )؛ هو لاعب كرة قدم ياباني سابق كان يلعب كلاعب وسط.

## روابط خارجية
- ماساتو إيشيد على موقع رابطة كرة القدم اليابانية للمحترفين (اليابانية)